# إنترفيرون ألفا-2ب
إنترفيرون ألفا (بالإنجليزية: Interferon alfa-2b) هو دواء مضاد للفيروسات أو مضاد للأورام تم اكتشافه في مختبر تشارلز وايزمان في جامعة زيوريخ.ثم تم تطويره من قبل شركة بيوجين، وتم تسويقه في نهاية المطاف من قبل شركة شيرينغ بلاو تحت الاسم التجاري إنترون-أ. وقد استخدم لمجموعة واسعة من الاستطبابات، بما في ذلك الالتهابات الفيروسية والسرطانات.
تمت الموافقة على استخدام هذا الدواء في جميع أنحاء العالم لعلاج التهاب الكبد الوبائي المزمن ج، التهاب الكبد الوبائي ب، سرطان الدم مشعر الخلايا، مرض بهجت، ابيضاض المحببات المزمن، الورم النخاعي المتعدد، اللمفوما الجريبية، الورم سرطاوي، كثرة الخلايا البدينة والورم الميلانيني الخبيث.
| علاجات تحتوي على إنترفيرون ألفا-2ب | علاجات تحتوي على إنترفيرون ألفا-2ب | علاجات تحتوي على إنترفيرون ألفا-2ب                                       | علاجات تحتوي على إنترفيرون ألفا-2ب |
| العلاج                             | المُصنِّع                             | الصِّفات                                                                   | استخدامات خاصة                     |
| ---------------------------------- | ---------------------------------- | ------------------------------------------------------------------------ | ---------------------------------- |
| Alpharona                          | Pharmaclon                         |                                                                          |                                    |
| Intron-A/IntronA                   | شيرينغ بلاو                        |                                                                          |                                    |
| Realderon                          | Teva                               |                                                                          |                                    |
| Reaferon EC                        | GNC Vector                         |                                                                          |                                    |
| Reaferon EC-Lipint                 | Vector-Medica                      | جسيم شحمي                                                                |                                    |
| Infagel                            | Vector-Medica                      | ointment                                                                 |                                    |
| Recolin                            | Vector-Medica                      |                                                                          |                                    |
| Altevir                            | عملية حيوية subsidiary             | liquid, free of HSA                                                      |                                    |
| Kipferon                           | Alfarm                             | combination with غلوبيولين مناعي م، غلوبيولين مناعي أ، غلوبيولين مناعي ج |                                    |
| Giaferon                           | A/S Vitafarma                      |                                                                          |                                    |
| Genferon                           | Biocad                             |                                                                          |                                    |
| Opthalamoferon                     | Firn-M                             | with ديفينهيدرامين                                                       | eye infections                     |

## اقرأ أيضاً
- إنترفيرون

## روابط خارجية
- Intron-A Summary of Product Characteristics
- Nagata S، Taira H، Hall A، وآخرون (مارس 1980). "Synthesis in E. coli of a polypeptide with human leukocyte interferon activity". Nature. ج. 284 ع. 5754: 316–20. DOI:10.1038/284316a0. PMID:6987533.